# Żurawskoje
Żurawskoje (ros. Журавское) – wieś w Rosji, w Kraju Stawropolskim, w rejonie nowosielickim. W 2010 liczyła 2972 mieszkańców.